# 武家事紀
武家事紀（日语：／ Bukejiki）是江戸時代前期由山鹿素行所寫的歷史書、武家故實書，全58卷。素行在被配放到赤穗藩的延寶元年（1673年）有序文。

## 概要
由前集3卷、後集2卷、續集38卷、別集15卷構成。主要描寫武家歷史，亦附有必要語句等的詳細解説，有讓身為讀者的武家參考的事典。另外，亦有許多從古案（古文書）中的引用，在當時屬於劃時代的手法。

## 內容
- 前集—3卷
皇統要略、武統要略
- 後集—2卷
武朝年譜、君臣正統
- 續集—38卷
譜傳、家臣、御家人、諸家、諸家陪臣、戰略、古案、法令、式目、地理、驛路、地理國圖
- 別集—15卷
將禮、武本、武家式、年中行事、國郡制、職掌、臣禮、古實、官營、故實、武藝、雜藝故實

## 刊本
- 《山鹿素行全集 思想篇》（廣瀨豐編，岩波書店，1940-42年）
- 《新編武家事紀》（新人物往來社，1969年）
- 《武家事紀》（全3卷，原書房，1982-83年，明治百年史叢書）

## 文献
1. ↑  . 腾讯军事. 2015-09-07  [2019-01-06]. （原始内容存档于2019-01-07）.